# Robbery Under Arms (film, 1907, Tait)
Robbery Under Arms byl australský němý film z roku 1907. Producenty byli bratři John Tait (1871–1955) a Nevin Tait (1876–1961). Film je považován za ztracený.
Jedná se o druhou filmovou adaptaci románu Robbery Under Arms (1888) od Rolfa Boldrewooda (1826–1915).